# Музичанський провулок
Музича́нський провулок — зниклий провулок, що існував у Дарницькому районі міста Києва, місцевість село Шевченка. Пролягав від Музичанської вулиці. 

## Історія
Виник у середині 1950-х років під назвою Нова вулиця. Назву Музичанський (на честь с. Музичі) провулок набув 1958 року.
Ліквідований у середині 1980-х років у зв'язку зі знесенням малоповерхової забудови села Шевченка.